# فيكتور رافاييل غونزاليس
فيكتور رافاييل غونزاليس (بالإسبانية: Víctor Rafael González)‏ هو سياسي مكسيكي، ولد في 23 مايو 1959 في المكسيك. حزبياً، نشط في حزب العمل الوطني. وقد انتخب عضو مجلس النواب المكسيك.